# Chardonneret des Andes
Spinus spinescens
Espèce
Statut de conservation UICN

 LC  : Préoccupation mineure
Le Tarin des Andes (Spinus spinescens) est une espèce de passereaux appartenant à la famille des Fringillidae.

## Sous-espèces
D'après Alan P. Peterson, cette espèce est constituée des trois sous-espèces suivantes :
- S. s. spinescens (Bonaparte, 1850) : nord du Venezuela (Aragua), ouest du Venezuela (sud de la Cordillère de Merida : Merida, Tachira), extrême nord-ouest du Venezuela (Sierra de Perija), extrême nord de la Colombie (Sierra Nevada de Santa Marta), Colombie (sud de la Cordillère Occidentale : Cauca, Narino), nord de l’Équateur (Carchi, Pichincha).
- S. s. capitanea Bangs, 1898 : Sierra Nevada de Santa Marta. Cette forme ne doit plus être considérée comme une sous-espèce valide (voir ci-dessous).
- S. s. nigricauda Chapman, 1912 : Colombie (nord de la Cordillère Occidentale : Antioquia, Caldas et centre de la Cordillère Orientale : Cundinamarca). Le mâle présente les parties inférieures davantage vert olive d’où un plumage plus uniformément vert avec le jaune vert des rectrices nettement réduit comparativement à spinescens. Les femelles des deux sous-espèces sont similaires.

## Habitat
Le chardonneret des Andes est commun ou localement commun. Il est inféodé, dans les régions subtropicales des Andes du nord, aux paramos entre 1800 et 3 700 m (occasionnellement jusqu’à 1 500 m en Colombie), aux broussailles et aux buissons bas en forêt pluviale ouverte ou en lisière de forêt, aux flancs des collines parsemés d’arbres et de buissons et occasionnellement aux abords des cultures (Clement et al. 1993).

## Alimentation
Il se nourrit de graines de différentes plantes et est particulièrement friand de graines et de fleurs d’Espletia sp. (Clement et al. 1993).
D’autres plantes ont été répertoriées par Ottaviani (2011) : un calistémon Calistemon viminalis, myrtacée ; un séneçon Picris hieracioides, astéracée ; Anthoxanthum odoratum, poacée et Anthericum peruvianum, liliacée.

## Nidification
La description du nid n’est pas documentée hormis celle sommaire par Armani (1983). Fjeldså & Krabbe (1990) ont observé des jeunes à la sortie du nid au mois de mars dans la province du Cauca et un nid en construction en juin dans la province du Valle dans le sud-ouest de la Colombie. Ils ont aussi examiné des mâles aux gonades gonflées en août dans l’ouest d’Antioquia (Cordillère Occidentale) et dans le Cundinamarca (Cordillère Orientale) dans le nord-ouest de la Colombie. Hilty & Brown (1986) ont observé des jeunes quémandant de la nourriture en mars dans le parc national de Purace, la construction d’un nid en juin dans la région de Cali entre la Cordillère Centrale et Occidentale et deux spécimens en condition de reproduction au mois d’août.